# Schlacht bei Loděnice (1185)

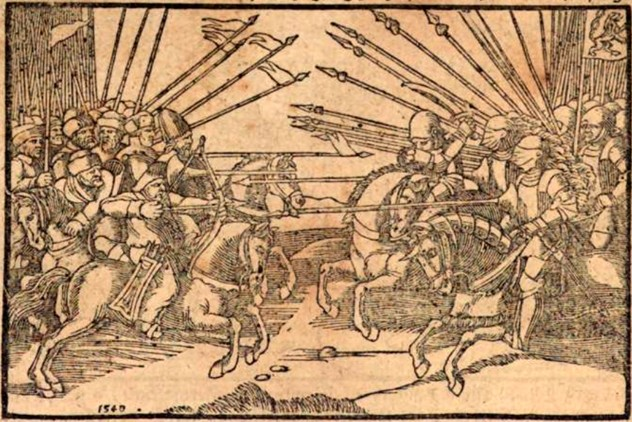
Stich der Schlacht bei Loděnice, 1541

Die Schlacht bei Loděnice fand am 10. Dezember 1185 auf der weiten Ebene zwischen Loděnice und Lidměřice in Mähren statt. 
Der Lärm der Schlacht soll noch im anderthalb Kilometer entfernten Kloster Rosa Coeli zu hören gewesen sein. Das Heer von Přemysl, Herzog von Böhmen, schlug die Truppen des Konrads III. Otto, Markgraf von Mähren. Insgesamt 4000 Teilnehmer der Schlacht kamen um. Die Ortschaft Loděnice, wurde verwüstet. Die hart umkämpfte Schlacht war die größte Auseinandersetzung zwischen diesen beiden Kontrahenten. Das böhmische Heer war danach so geschwächt, dass es den errungenen Sieg nicht weiter verfolgen konnte.